# Antoine Queyriaux
Antoine Queyriaux, né le 4 janvier 1844 à Ussel et mort à Paris 18e le 3 avril 1918, est un auteur dramatique et parolier français.

## Biographie
Extrêmement prolifique, on lui doit les textes de plus de huit cents chansons sur des musiques, entre autres, d'Émile Spencer, Tac-Coen ou  Félix Chaudoir, ainsi que des comédies.

## Distinctions
- Officier d'Académie (arrêté du ministre de l'Instruction publique et des Beaux-Arts du 16 janvier 1897)
- Officier de l'Instruction publique (arrêté du ministre de l'Instruction publique et des Beaux-Arts du 1er janvier 1905).

## Postérité
Sa chanson Briqmolle et son camarade a été reprise en 2007 dans l'Anthologie de la chanson française enregistrée - Les années 1900-1920 (EPM Musique).